# Bucculatrix parthenica
Bucculatrix parthenica är en fjärilsart som beskrevs av Bradley 1990. Bucculatrix parthenica ingår i släktet Bucculatrix och familjen kronmalar. Inga underarter finns listade i Catalogue of Life.